# James Shepherd Pike
James Shepherd Pike (* 8. September 1811 in Calais; † 24. November 1882 ebenda) war ein US-amerikanischer Journalist und Diplomat.

## Leben
Pike war der Sohn von William Pike und dessen Frau Hannah Shepherd sowie der ältere Bruder des Politikers Frederick A. Pike. Sein Vater verstarb bereits 1818; er musste etwa ab dem 15. Lebensjahr arbeiten und erwies sich als erfolgreicher Geschäftsmann. In den 1830ern trat er der Whig Party bei. Aufgrund der Vorherrschaft der Demokratischen Partei in seinem Heimatstaat Maine gelang ihm jedoch nicht der Einzug in ein politisches Amt.
Stattdessen begann er 1844 eine Karriere als Politikjournalist beim Boston Courier, das ihn jedoch wegen seiner heftigen Kritik an Daniel Webster für seine Beteiligung am Kompromiss von 1850 entließ. Stattdessen heuerte ihn der Verleger Horace Greeley für den einflussreichen New York Tribune an, wo er sich als Washingtonkorrespondent einen Namen machen konnte. Seine Berichte, die oft vehemente Angriffe auf die Sklaverei, die Südstaaten und die Demokraten enthielten, wurden von Parteilichkeit gekennzeichnet; anfänglich sympathisierte er sogar mit dem damals radikalen Abolitionismus des William Lloyd Garrison, der die Abspaltung der freien Nordstaaten von den Sklavenstaaten forderte. Ab der Mitte der 1850er positionierte sich der Tribune als das inoffizielle Parteiblatt der Republikaner; Pike, selbst ein Freund einiger Parteispitzen, wurde Teil des radikalen Parteiflügels, den Radical Republicans. Trotz seiner klaren Opposition gegen die Sklaverei war Pike zugleich ein Rassist. Ihm zufolge müsse die Ausbreitung des „Negers“, einer „ignoranten und sklavischen Rasse“ (englisch ignorant and servile race), in den Norden verhindert werden, da ihre Gleichberechtigung mit der „herrschenden und intelligenten Rasse“ (englisch dominant and intelligent race), den Weißen, unmöglich sei. Er hielt es für wünschenswert, Afroamerikaner als „Last“ auf die „robusten und unternehmerischen“ (weißen) Nordamerikaner zu deportieren, selbst wenn dies „grausam und unchristlich“ erscheine.
Mit dem Sieg des Republikaners Abraham Lincoln in der Präsidentschaftswahl 1860 konnte Pike 1861 durch das spoils system den Posten des Botschafters in den Niederlanden erlangen. Lincolns Wahl war der Anlass für den Sezessionskrieg zwischen Norden und Süden um die Fortführung der Sklaverei. Nachdem Pike 1866 in die Vereinigten Staaten zurückgekehrt war, nahm er seine Arbeit für den Tribune wieder auf und unterstützte in der Präsidentschaftswahl 1872 die Liberal Republican Party um seinen Verleger Greeley gegen den Kandidaten der Republikaner Ulysses S. Grant. Enttäuscht von der klaren Wahlniederlage reiste er 1873 durch South Carolina, einen der Südstaaten, und verfasste die Reportage The Prostrate State: South Carolina under Negro Government, in der er die Reconstruction, also die Maßnahmen zum Wiederaufbau und zur Wiedereingliederung der Südstaaten nach dem Sezessionskrieg, und die Grantadministration denunzierte. Pike hielt die „Negerregierung“ – die Abschaffung der Sklaverei hatte vielen Afroamerikanern den Einzug in verschiedene Parlamente ermöglicht – und ihre Alliierten, die Carpetbaggers, für korrupt, ineffizient und barbarisch. Mittlerweile seien jedoch eben solche Afroamerikaner die „Herren“ der Weißen. Die Schuld für diesen Zustand trage die Bundesregierung unter Grant, die durch die Schwarzen die Weißen kontrollieren würde. Allerdings werde, so Pike, bald der „Naturzustand“ einer Regierung durch die Weißen, also durch die „intelligente Rasse“, zurückkehren. Viele Nord- und Südstaatler begrüßten diese Angriffe auf die afroamerikanische Bevölkerung, während Aktivisten wie Frederick Douglass sich gegen die von Pike verbreitete Hetze aussprachen. Seine Stellung als anscheinend neutraler Beobachter und Augenzeuge (Tatsächlich hatte Pike seine Urteile über den Zustand des Südens bereits 1872 im Artikel A State in Ruins ausformuliert, bevor er ihn überhaupt bereist hatte. Vor Ort führte er außerdem fast ausschließlich Interviews mit weißen Konservativen.) verlieh ihm lange Zeit ein großes Ansehen, so dass er bis in die Mitte des 20. Jahrhunderts trotz seiner rassistischen Ressentiments als wertvolle historische Quelle galt. Der Historiker Claude Bowers verglich seinen Bericht sogar mit Onkel Toms Hütte. Erst seit den 1950ern gilt er als unzuverlässig. Er verstarb 1882 in seinem Geburtsort.